# San Antonio de Palé
San Antonio de Palé is een stad in Equatoriaal-Guinea en is de hoofdplaats van de provincie Annobón.
De gemeente (Spaans: municipio) valt samen met de provincie en telde in 2001 bij de volkstelling 5008 inwoners.
De stad ligt in het uiterste noorden van het eiland, dit is het droogste en minst heuvelachtige gebied. 
San Antonio de Palé werd opgericht door Portugese ontdekkingsreizigers. Later kwam het onder Spaanse soevereiniteit in 1778 samen met de rest van Annobón. Nadien kwam de bevolking in opstand, maar echte Spaanse controle kwam pas veel later. In 1801 bouwden de Britten er een klein fort en in 1827 verhuurde Spanje het gebied rond San Antonio als een Britse basis voor de slavenhandel. De stad diende ook als het centrum voor de evangelisatie van gevluchte slaven uit Angola. Kapucijnen en Karmelitische missionarissen waren al aanwezig in de stad in 1580.

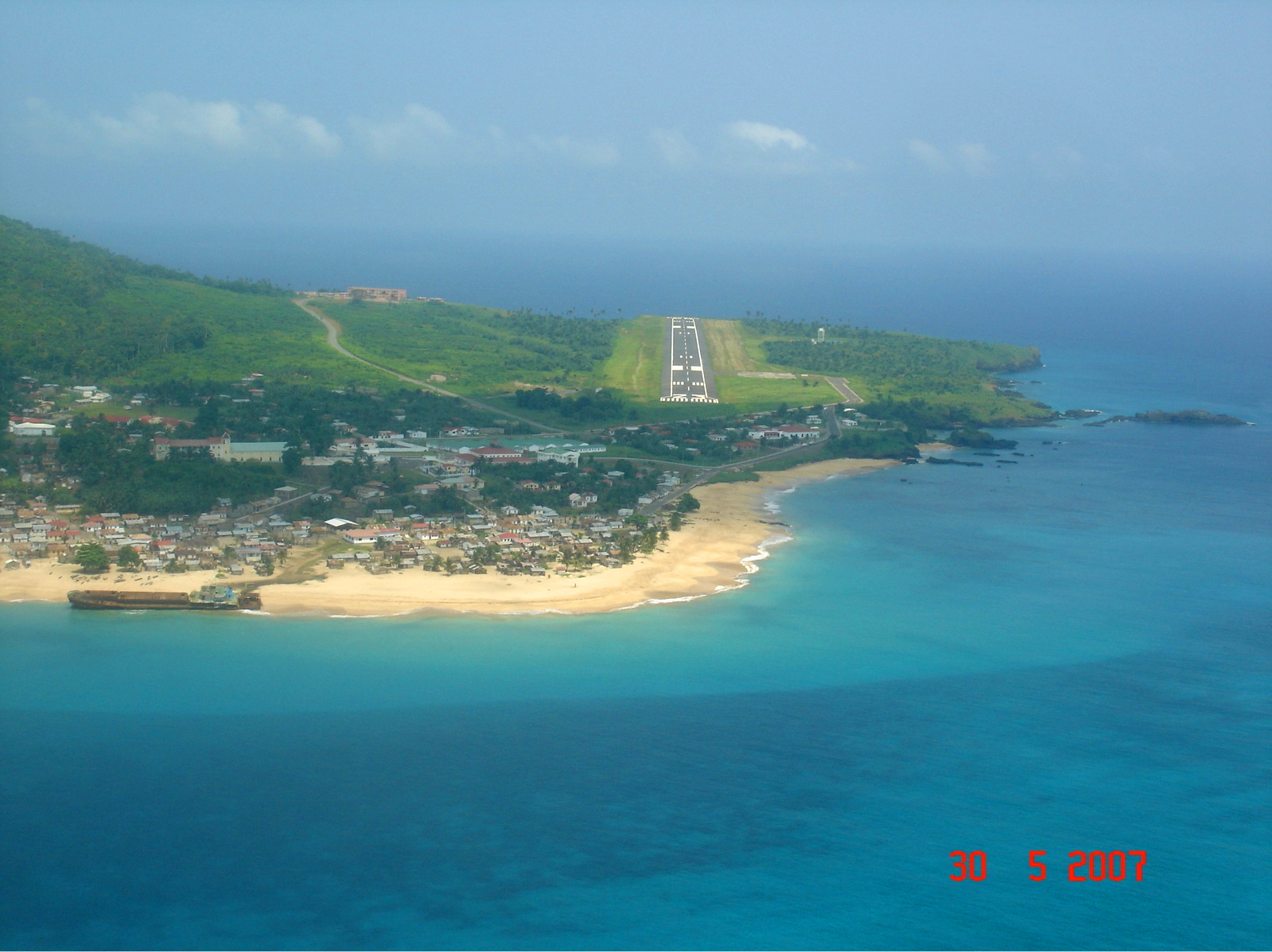
Uitzicht op San Antonio de Palé inclusief vliegveld